# A las once en casa
A las once en casa es una serie de televisión producida por Starline y dirigida por Eva Lesmes y Pepe Pavón emitida por La 1 entre el 12 de enero de 1998 y 28 de junio de 1999.

## Argumento
La serie contaba la historia de Ángel, un hombre separado que vive con su segunda mujer y sus hijos. Su exmujer se convierte casi en una más en su nueva familia. La serie se emitió con gran éxito en Televisión Española[cita requerida].

## Elenco y personajes

### Principales
- Antonio Resines (Episodio 1 - Episodio 65) - Ángel
- Ana García Obregón (Episodio 1 - Episodio 54) - Paula
- Carmen Maura (Episodio 1 - Episodio 65) - Olga
- Agustín González (Episodio 55 - Episodio 65) - Don Ramón
- Lidia San José (Episodio 1 - Episodio 65) - Lucía
- Duna Santos (Episodio 1 - Episodio 35) - Bea
- Beatriz Rico (Episodio 28 - Episodio 65) - Julia
- Juan Díaz (Episodio 1 - Episodio 30; Episodio 35; Episodio 37 - Episodio 38) - Luis
- Javier de Quinto (Episodio 1 - Episodio 28; Episodio 37) - Álex
- Mariola Fuentes (Episodio 1 - Episodio 38) / Beatriz Santiago (Episodio 45 - Episodio 65) - Charito
- Javier Manrique (Episodio 1 - Episodio 65) - José Antonio, «Chachi»
- Christian Criado (Episodio 29 - Episodio 60) - Willy
- Mary Carmen Ramírez (Episodio 1 - Episodio 28; Episodio 38) - Mariló
- Alfonso Vallejo (Recurrente Episodio 1 - Episodio 42; Principal Episodio 54 - Episodio 65) - Agustín
- Pedro Alonso (Episodio 1 - Episodio 28) - Alejo
- Ayanta Barilli (Episodio 2 - Episodio 40) - Lola
- Andrea Occhipinti (Episodio 39 - Episodio 54) - Gaspar
- Borja Elgea (Episodio 29 - Episodio 65) - Jean Paul
- Yoima Valdés (Episodio 39 - Episodio 65) - Deisy

### Recurrentes
- Unax Ugalde - Coyote
- Jorge Sanz - Teo
- Pilar Castro - Elisa
- Liberto Rabal - Lobo
- Ramón Langa - Santiago
- Christopher de Andrés - Chris
- Sandra Rodríguez - Rebeca
- Javier Lago - Paco
- Maru Valdivieso - Cristina
- Jaime Anglada - Jaime
- Berta Ojea - Remigia Antonia
- Arantxa de Juan - Elena
- Patricia Figón - Mari
- Alejo Sauras - Carlos

### Actores episódicos
- Javier Bódalo
- Fernando Tielve
- Lluvia Rojo
- Rubén Ochandiano
- Fernando Ramallo
- Jorge Monje
- Pepe Viyuela
- Ginés García Millán
- Lara Álvarez
- Luisa Gavasa
- Luis Callejo
- Amparo Soler Leal
- Enrique Villén
- Manuela Velasco
- Jorge Casalduero
- Paco Manzanedo
- Antonio Dechent
- Víctor Clavijo
- Juanjo Pardo
- Oscar Jaenada
- Alberto Jiménez
- Darío Paso
- Álvaro Ramos
- Gary Piquer

### Estrellas invitadas(interpretándose a sí mismos)
- Santiago Segura
- Nick Carter, Howie Dorough, Brian Littrell, A.J. McLean y Kevin Scott Richardson (Backstreet Boys)

## Episodios

### Primera temporada (1998)
| N.º en serie | N.º en temp. | Título                           | Fecha de emisión original |
| ------------ | ------------ | -------------------------------- | ------------------------- |
| 1            | 1            | «Un día inolvidable»             | 12 de enero de 1998       |
| 2            | 2            | «Mi novio es un Blackstreet Boy» | 19 de enero de 1998       |
| 3            | 3            | «Espías como nosotras»           | 26 de enero de 1998       |
| 4            | 4            | «Chinches»                       | 2 de febrero de 1998      |
| 5            | 5            | «Noche de perros»                | 9 de febrero de 1998      |
| 6            | 6            | «Siempre hay una primera vez»    | 16 de febrero de 1998     |
| 7            | 7            | «Ángel caído»                    | 23 de febrero de 1998     |
| 8            | 8            | «Crisis»                         | 2 de marzo de 1998        |
| 9            | 9            | «El mundo de Lucía»              | 9 de marzo de 1998        |
| 10           | 10           | «Sola en casa»                   | 16 de marzo de 1998       |
| 11           | 11           | «Mujeres y maridos»              | 23 de marzo de 1998       |
| 12           | 12           | «Guerra de sexos»                | 30 de marzo de 1998       |
| 13           | 13           | «Canasta de tres»                | 6 de abril de 1998        |
| 14           | 14           | «Arriba y abajo»                 | 13 de abril de 1998       |
| 15           | 15           | «De mal en peor»                 | 20 de abril de 1998       |
| 16           | 16           | «Dátiles y ruptura»              | 27 de abril de 1998       |
| 17           | 17           | «Cumpleaños feliz»               | 4 de mayo de 1998         |
| 18           | 18           | «A flor de piel»                 | 11 de mayo de 1998        |
| 19           | 19           | «El amor está en el aire»        | 18 de mayo de 1998        |
| 20           | 20           | «Que vienen, que vienen»         | 25 de mayo de 1998        |
| 21           | 21           | «La vida sin Ángel»              | 1 de junio de 1998        |

### Segunda temporada (1998-1999)
| N.º en serie | N.º en temp. | Título                                               | Fecha de emisión original |
| ------------ | ------------ | ---------------------------------------------------- | ------------------------- |
| 22           | 1            | «Que nos quiten lo bailao»                           | 7 de septiembre de 1998   |
| 23           | 2            | «Pronósticos reservados»                             | 14 de septiembre de 1998  |
| 24           | 3            | «Enredados»                                          | 21 de septiembre de 1998  |
| 25           | 4            | «La abnegada vida del ejecutivo moderno»             | 28 de septiembre de 1998  |
| 26           | 5            | «Lo que Dios ha unido, que no lo separe el hombre»   | 28 de septiembre de 1998  |
| 27           | 6            | «Y ahora, ¿qué pasa con Ángel?»                      | 5 de octubre de 1998      |
| 28           | 7            | «Borrón y cuenta nueva»                              | 12 de octubre de 1998     |
| 29           | 8            | «Teoría y práctica del caos»                         | 19 de octubre de 1998     |
| 30           | 9            | «Celos y despedidas»                                 | 26 de octubre de 1998     |
| 31           | 10           | «Las ex unidas jamás serán vencidas»                 | 9 de noviembre de 1998    |
| 32           | 11           | «El teorema de Casanova»                             | 16 de noviembre de 1998   |
| 33           | 12           | «Ángel y el lobo»                                    | 23 de noviembre de 1998   |
| 34           | 13           | «Ellas y el cometa»                                  | 30 de noviembre de 1998   |
| 35           | 14           | «Hogar, dulce hogar»                                 | 7 de diciembre de 1998    |
| 36           | 15           | «Pasiones ilustradas»                                | 14 de diciembre de 1998   |
| 37           | 16           | «Esas fechas tan entrañables»                        | 21 de diciembre de 1998   |
| 38           | 17           | «¿Dónde está Chachi?»                                | 28 de diciembre de 1998   |
| 39           | 18           | «Quiero ser fea»                                     | 4 de enero de 1999        |
| 40           | 19           | «Me voy de casa»                                     | 11 de enero de 1999       |
| 41           | 20           | «¿Dónde está quién?»                                 | 18 de enero de 1999       |
| 42           | 21           | «Principios y solidaridad»                           | 25 de enero de 1999       |
| 43           | 22           | «Aparta de mí esas fotos»                            | 1 de febrero de 1999      |
| 44           | 23           | «Amenaza de boda»                                    | 4 de febrero de 1999      |
| 45           | 24           | «Nunca digas jamás»                                  | 15 de febrero de 1999     |
| 46           | 25           | «Siempre nos quedará París»                          | 22 de febrero de 1999     |
| 47           | 26           | «Descolocados»                                       | 1 de marzo de 1999        |
| 48           | 27           | «Mi Olga está loca»                                  | 8 de marzo de 1999        |
| 49           | 28           | «La verdad os hará libres»                           | 15 de marzo de 1999       |
| 50           | 29           | «Que viene»                                          | 22 de marzo de 1999       |
| 51           | 30           | «Su tabaco, gracias»                                 | 29 de marzo de 1999       |
| 52           | 31           | «No somos ni Romeo ni Julieta»                       | 5 de abril de 1999        |
| 53           | 32           | «Duelo entre caballeros»                             | 12 de abril de 1999       |
| 54           | 33           | «Punto y aparte»                                     | 19 de abril de 1999       |
| 55           | 34           | «Ni padre, ni madre, ni niña que lo aguante»         | 26 de abril de 1999       |
| 56           | 35           | «Esto no me puede pasar»                             | 3 de mayo de 1999         |
| 57           | 36           | «A lo hecho, pecho»                                  | 10 de mayo de 1999        |
| 58           | 37           | «Top secret»                                         | 17 de mayo de 1999        |
| 59           | 38           | «La vida que da sorpresas, sorpresas que da la vida» | 24 de mayo de 1999        |
| 60           | 39           | «¿Y cómo es él?»                                     | 31 de mayo de 1999        |
| 61           | 40           | «Flores para Ángel»                                  | 7 de junio de 1999        |
| 62           | 41           | «Madre no hay más que una»                           | 14 de junio de 1999       |
| 63           | 42           | «El síndrome de la felicidad»                        | 21 de junio de 1999       |
| 64           | 43           | «Despedidas»                                         | 28 de junio de 1999       |
| 65           | 44           | «Tú a Hollywood y yo a Alpedrete»                    | 28 de junio de 1999       |